# (10791) Uson
(10791) Uson est un astéroïde de la ceinture principale.

## Description
(10791) Uson est un astéroïde de la ceinture principale. Il fut découvert le 8 février 1992 à Geisei par Tsutomu Seki. Il présente une orbite caractérisée par un demi-grand axe de 3,24 UA, une excentricité de 0,08 et une inclinaison de 23,6° par rapport à l'écliptique.